# فرانز درامه
فرانز درامه (به انگلیسی: Franz Drameh) زادهٔ ۵ ژانویهٔ ۱۹۹۳ یک بازیگر گامبیایی-بریتانیایی اهل هکنی، لندن است.

## زندگی حرفه ای
اولین نقش او در فیلم فانتزی درام آخرت (فیلم) به کارگردانی کلینت ایستوود بود. همچنین او در فیلم بریتانیایی حمله به بلوک و فیلم پرفروش لبه فردا (۲۰۱۴) نیز ایفای نقش کرد.
از معروفترین نقش‌های او می‌توان به نقش جفرسون جکسون در سریال افسانه‌های فردا، (مشتقی از سریال پیکان و فلش)اشاره کرد.

## فیلم‌شناسی
سینما:
| سال  | فیلم         | نقش     |
| ---- | ------------ | ------- |
| ۲۰۱۱ | حمله به بلوک | دنیس    |
| ۲۰۱۲ | قتل من       | مارکوس  |
| ۲۰۱۲ | الان خوبه    | تامی    |
| ۲۰۱۴ | لبه فردا     | فورد    |
| ۲۰۱۶ | ۱۰۰ خیابان   | کینگزلی |
| ۲۰۲۰ | آقایان       | بنی     |

تلویزیون:
| سال          | فیلم            | نقش                           | اپیزود                          |
| ------------ | --------------- | ----------------------------- | ------------------------------- |
| ۲۰۰۷         | سانحه           | کیسی هیوز                     | اپیزود: "Lost in the Rough"     |
| ۲۰۰۹ تا ۲۰۰۸ | والدینی از باند | گرانویل                       | تمام اپیزودها                   |
| ۲۰۱۲         | سانحه           | استیو کینزلی                  | ۳ اپیزود                        |
| ۲۰۱۲–۲۰۱۳    | بعضی از دختران  | برندون تایلر                  | ۹ اپیزود                        |
| ۲۰۱۵         | فلش             | جفرسون «جکس» جکسون/فایراستورم | اپیزود: "The Fury of Firestorm" |
| ۲۰۱۶         | افسانه‌های فردا  | جفرسون «جکس» جکسون/فایراستورم | شخصیت اصلی                      |
| ۲۰۱۹ اکنون   | دیدن            | بوتس                          | نقش دوره ای                     |